# Caspar Schmitz-Morkramer

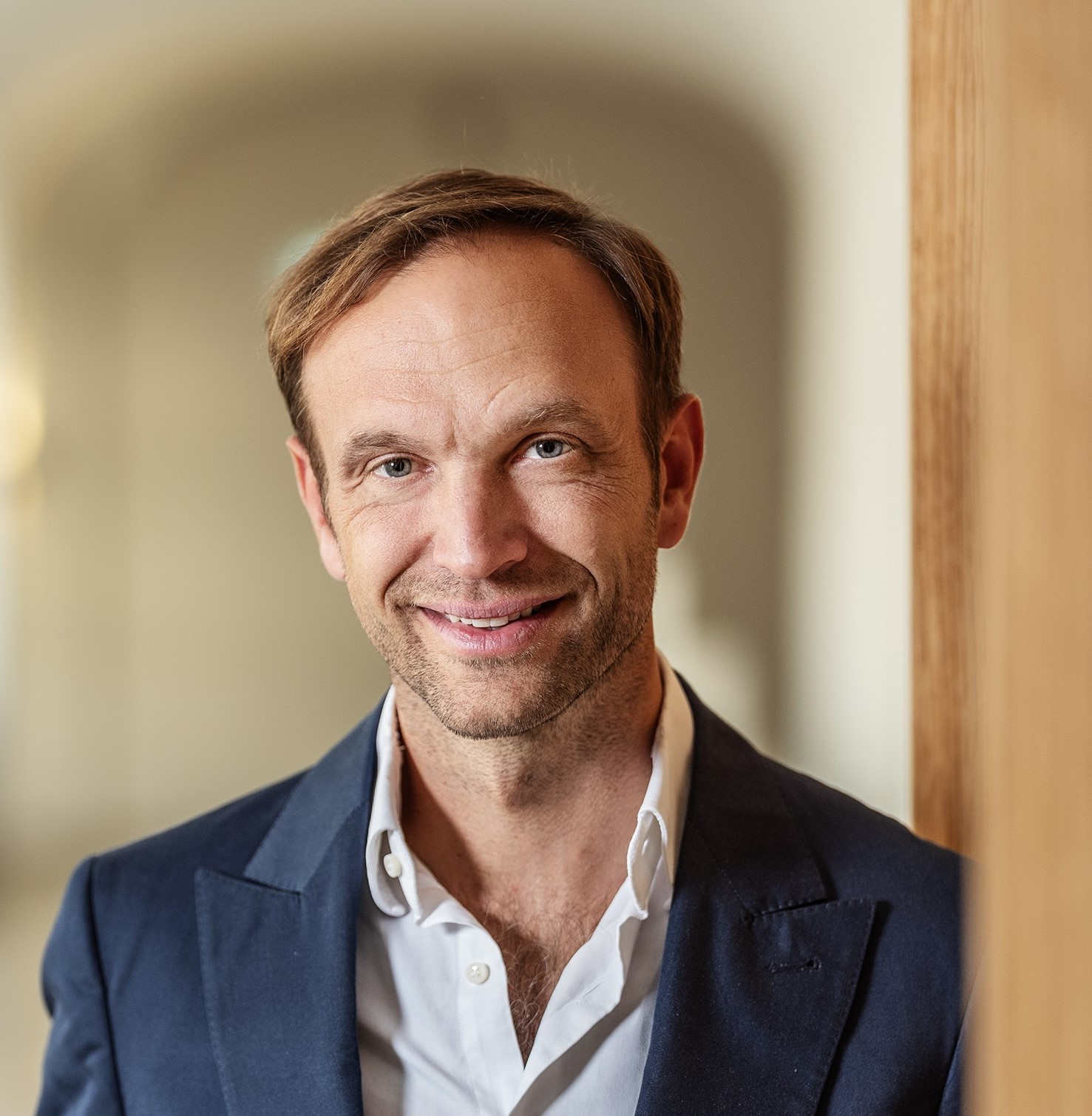
Caspar Schmitz-Morkamer (2018)

Caspar Schmitz-Morkramer (* 1973 in Frankfurt am Main) ist ein deutscher Architekt. Er ist CEO, Gründer sowie Inhaber des Architekturbüros caspar mit Standorten in Köln, Hamburg und Meerbusch.

## Leben
Caspar Schmitz-Morkramer studierte Architektur an der RWTH in Aachen und der TU Berlin. Schon als Jugendlicher war er an Kunst und Architektur interessiert. Noch vor seinem Studium belegte er Architekturkurse in New York City und lernte klassisches Zeichnen in Florenz. Erste Arbeitserfahrungen gewann er bei Murphy/Jahn (Chicago) und Renzo Piano (Genua). 2019 ging sein Architekturbüro caspar aus der 2004 gegründeten Büropartnerschaft meyerschmitzmorkramer hervor. Die Arbeit von  Schmitz-Morkramer und seinem Büro wurden mit zahlreichen Preisen gewürdigt, darunter die zweifache Auszeichnung für das Projekt Abtei Michaelsberg mit den MIPIM-Awards.
Sein 2021 erschienenes Buch Retail in Transition widmet sich dem Zusammenhang zwischen dem Wandel der Innenstädte und dem Wandel des Einzelhandels. 2022 erschien der erste Band Prolog aus der mehrteiligen Publikationsreihe Der Nachhalt bei Wasmuth & Zohlen. Der Nachhalt dokumentiert und unterstützt den Wandel seines Architekturbüros caspar zu einem Spezialisten für nachhaltiges Bauen.

## Preise (Auswahl)
- mehrfach Red Dot design Awards[8][9], Iconic Awards[10][11] und German Design Awards[12][13]

- DAM-Preis 2019, Nominierung – Abtei Michaelsberg, Siegburg[14]
- Martin-Elsaesser-Plakette 2018 – St. Martin Tower, BDA-Gruppe Frankfurt am Main[15]

## Publikationen

### Herausgeberschaften
- Annual 19/20 Maßstab Mensch. caspar. Kettler Verlag[16]
- Retail in Transition. Verkaufswelten im Umbruch. Jovis Verlag, 2021, ISBN 978-3-86859-719-6.
- Der Nachhalt. Band 1 Prolog – Prologue. Deutsch/Englisch. Wasmuth & Zohlen Verlag, Berlin 2022, ISBN 978-3-8030-2379-7.

### Beiträge
- DBZ Deutsche Bauzeitschrift Heftpartnerschaft „Handel“ 12/2022[17]
- All that is solid melts into air – Architektur und die Transformationen in der Immobilienwirtschaft. In: Andreas Pfnür, Martin Eberhardt, Thomas Herr (Hrsg.): Transformation der Immobilienwirtschaft – Geschäftsmodelle, Strukturen, Prozesse und Produkte im Wandel. Springer Gabler Wiesbaden 2022, ISBN 978-3-658-35362-9.   doi:10.1007/978-3-658-35363-6

## Projekte (Auswahl)
- Heinrich Campus, HQ Deloitte | Bürogebäude, Düsseldorf
- Sedelhöfe | Mixed-use Quartier, Ulm[18][19]
- Abtei Michaelsberg | Revitalisierung und Neubau, Siegburg[20][21]
- Sankt Martin Tower | Bürohochhaus, Frankfurt
- Kö-Quartier | Büro- und Geschäftsgebäude, Düsseldorf
- Ehemaliges US-Generalkonsulat | Revitalisierung, Düsseldorf[22]
- Neuer Wall | Revitalisierung, Hamburg
- Lidl, Köln-Buchforst
- Taunusanlage 8 | Bürohochhaus, Frankfurt
- La Tête, Handelsblatt Media Group | Bürogebäude, Düsseldorf[23][24][25]
- BVB FanWelt, Dortmund[26]
- New York – The Village | Wohnquartier, Düsseldorf[27]
- CANNION – NeckarPark | Mixed-use Quartier, Stuttgart[28][29]
- Deiker Höfe, Mixed-use Quartier, Düsseldorf[30]
- green canyon | Bürogebäude, Bonn[31][32]